# ابردین (داکوتای جنوبی)
ابردین(به انگلیسی: Aberdeen) شهری در ایالت داکوتای جنوبی کشور ایالات متحده آمریکا است که جمعیت آن در سرشماری سال ۲۰۱۰ میلادی، ۲۶٬۰۹۱ نفر بوده‌است.